# Violence éducative ordinaire
« VEO » redirige ici. Pour le modèle texte-vidéo de Google, voir Veo (modèle texte-vidéo).

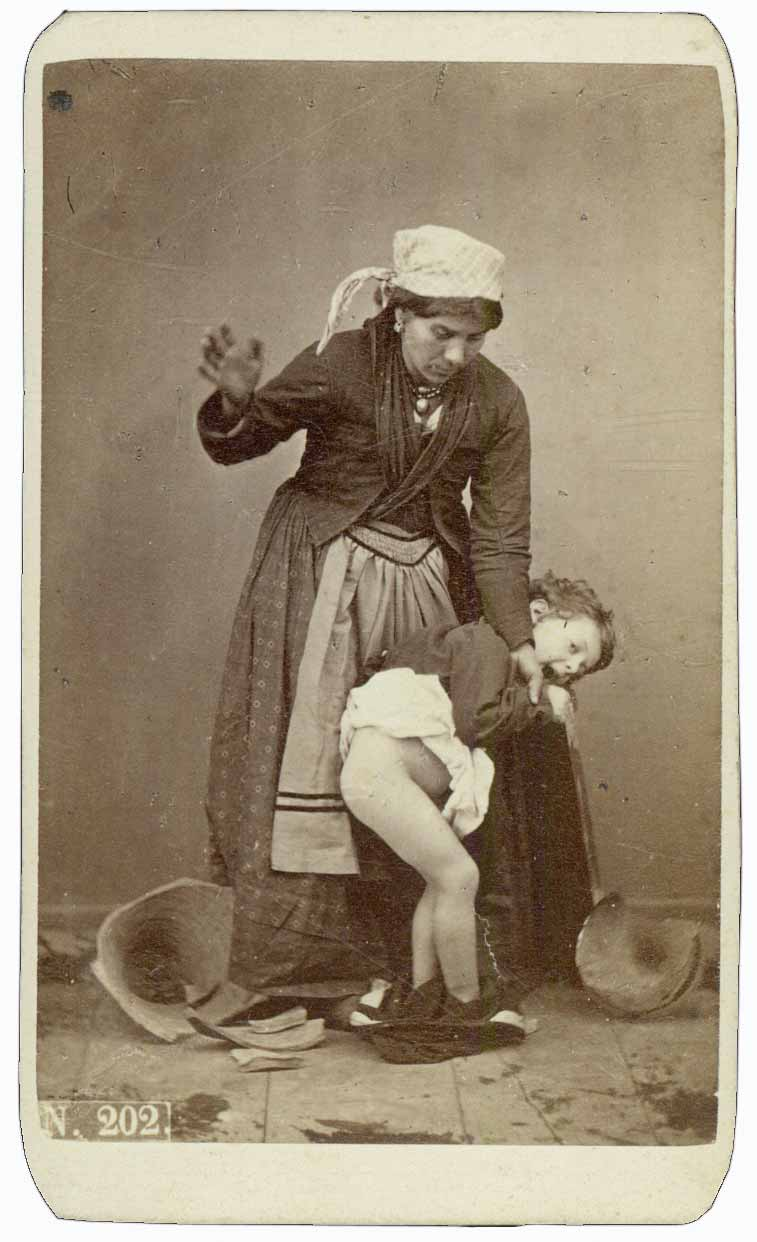
La fessée est l'exemple le plus connu de violence éducative ordinaire.

Les violences éducatives ordinaires (VEO) regroupent les violences physiques, verbales et psychologiques qualifiées d'éducatives parce qu'elles font partie intégrante de l'éducation à la maison et dans tous les lieux de vie de l'enfant, dont les écoles. 
Dénoncées au niveau international, ces violences ont été définies et réprimées dans de nombreux pays, dont la France, dans le cadre de la loi du 10 juillet 2019 relative à l'interdiction des violences éducatives ordinaires.

## Définition
Les violences éducatives ordinaires (souvent présentées sous l'acronyme « VEO » dans les pays francophones) se définissent comme un ensemble de violences physiques et psychologiques, qualifiées d’éducatives car elles font partie intégrante de l’éducation, à la maison et dans tous les lieux de vie où séjournent les enfants (écoles, foyers socio-éducatifs, centres d'hébergement). Elles sont également qualifiées d'ordinaires car elles sont souvent quotidiennes et considérées comme banales, normales, tolérées et parfois même encouragées. Elles peuvent se manifester par des violences physiques, mais également par des paroles dévalorisantes, humiliantes et blessantes.
Ces violences dites éducatives (ayant comme finalité d'« éduquer » les enfants) se présentent sous la forme d'une liste (non exhaustive) de violences physiques, violences verbales, violences psychologiques (et émotionnelles) et de négligences, voire de privations.

### Violences physiques
Au-delà des actions de maltraitance déjà définies par ce terme[réf. nécessaire], les violences physiques peuvent se présenter sous la forme de châtiments corporels (fessée, gifle, secouement).

### Violences psychologiques
Les violences psychologiques   sous la forme de cris ou de haussements de voix pour l'effrayer, le réprimander, le brimer ou l'isoler durant un temps donné, jouer l'indifférence ou le laxisme, le punir, le priver ou le menacer, le rabaisser, le moquer ou créer des comparaisons entre enfants, ne pas respecter son intimité, etc.[Interprétation personnelle ?]

### Autres types de violences
Il existe également des violences d'ordre culturel (lui imposer arbitrairement ses propres idées, des mutilations), le forcer à effectuer certains gestes (bises, câlins) alors qu'il s'y refuse.
Selon l'avocate française Valérie Piau, le harcèlement scolaire (violence commise entre enfants ou adolescents) peut déboucher en VEO lorsque l'élève victime se retrouve contraint de quitter son établissement, voire le système scolaire, notamment dans la sphère des établissements privés. Selon cette avocate, cette décision relève d'un « véritable dysfonctionnement dans le système de sanction du harcèlement à l'école. ».

## Aspect médical et psychologique
Dans le domaine de la psychopathologie et de la psychiatrie, la plupart des typologies de styles parentaux[réf. nécessaire] peuvent être concernées par les VEO : parents abusifs, parents narcissiques, parents surprotecteurs, voire également les parents hélicoptères, qui peuvent pourtant être considérés comme bienveillants. Mais cet agissement peut également concerner des parents tout à fait ordinaires, qui pensent « bien faire » ou « agir dans l'intérêt de l'enfant »[Interprétation personnelle ?], enclenchant pourtant de (véritables traumatismes.)[réf. souhaitée]

### Conséquences
Selon la docteure en psychologie Alice Miller, un enfant traumatisé dans le milieu familial présente de nombreux risques de suivre, et cela dès le plus jeune âge, le modèle destructeur qu’il a appris au domicile. Cette action peut entrainer des conséquences qui s'exerceront contre les autres ou contre lui-même (manque d’estime de soi, manque de confiance dans les autres). Les enfants traumatisés présentent principalement une sensation d'insécurité et de la peur, ou bien couvrent ces sentiments, les remplaçant par de l’agressivité[source insuffisante].

### Prévention

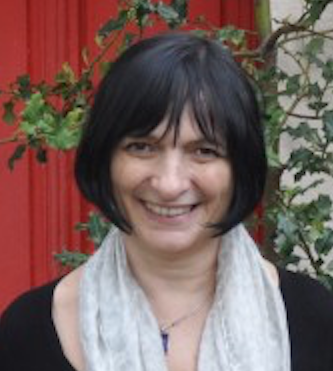
le Dr Muriel Salmona, spécialiste des violences en milieu familial

Selon le Dr Muriel Salmona, psychiatre, qui se veut rassurante pour les parents : « Il n’est jamais trop tard pour adopter une éducation bienveillante et pour ne plus tolérer ces types de violences dans l’éducation des enfants ! » Ceux-ci doivent cependant demander de l'aide et des conseils, en se tournant vers les grands-parents souvent plus bienveillants ou vers des centres de PMI et des psychologues[source insuffisante]. Cependant, avec l'appui du médecin de famille, un accompagnement pluridisciplinaire personnalisé pourrait permettre de mieux répondre aux attentes des parents et conduire à une réduction des actes de VEO.
Toujours selon le Dr Muriel Salmona, si le rôle des parents est bien de donner des règles et des limites aux enfants, il existe beaucoup d’autres moyens que de les punir avec des gestes violents ; par exemple en adaptant son environnement et en lui expliquant la situation (les circonstances, les bons gestes, l'attitude à avoir etc.).

### Épigénétique
Une étude réalisée par le Pr Mc Gowan et son équipe, sur les cerveaux de personnes s'étant suicidées et dont un tiers avaient été maltraitées durant leur enfance. Ces chercheurs ont alors constaté que ces cerveaux présentaient des caractéristiques spécifiques dans l'expression de leurs gènes et plus particulièrement au niveau de l'hippocampe.

## Statistiques
Selon les informations indiquées dans la proposition de loi présentée par Maud Petit, députée du Val-de-Marne, accompagnée d'autres élus de l'Assemblée nationale française, 75 % des maltraitances caractérisées s'exercent dans un contexte de punitions corporelles dites « à but éducatif » dans le cercle familial. En octobre 2018, 53 pays, dans le monde, dont 22 des 28 de l’Union européenne, ont voté des lois interdisant toute forme de violence à l’égard des enfants[réf. nécessaire]. 
Toujours dans le cadre du dépôt de cette proposition de loi, une étude de l’Université d’Austin (Texas) qui regroupe les données de soixante quinze études réalisées sur une période de cinquante ans et portant sur treize pays et 160 000 enfants est finalisée en 2018. Celle-ci révèle que « les punitions corporelles favorisent l’agressivité, une baisse de l’estime de soi, une baisse des  performances, un comportement antisocial. ».
En France, l'observatoire national de la protection de l'enfance (ONPE) indique qu'à la fin de l'année 2016, le nombre de mineurs pris en charge en protection de l'enfance est estimé à 295 357 enfants et adolescents sur la France entière, soit un taux d'un peu plus de 20 % des moins de 18 ans[source insuffisante]. En 2006, l'UNICEF estime que 275 millions d’enfants ont été témoins d’actes de violence en famille.

## Campagne de sensibilisation
Dans le cadre d'une campagne de sensibilisation lancée en avril 2019, Céline Quelen, fondatrice de l'association « Enfances sans violences », assistée par les docteurs Catherine Gueguen et Gilles Lazimi (coordinateur des campagnes contre les VEO) a créé un kit de sensibilisation des familles aux VEO. 
Ce kit, mis à disposition des familles par des professionnels de santé et du secteur médico-social, se compose d’une part une affiche où il est écrit « Fessées, menaces, cris… et si on parlait ? » et qui invite le parent à se questionner et à interroger le professionnel chez qui il découvre le message et d'autre part une vingtaine de dépliants en libre service informant les parents des conséquences néfastes de ces violences sur la santé et le développement des enfants.
En mai 2019, l’association STOP VEO-Enfance sans violences lance une campagne de sensibilisation. un spot d'information intitulé « Les mots que je ne te dirais pas » réalisé par Laura Sicouri est diffusé sur la chaine youtube de l’association et lancée sur diverses chaines digitales et médias sociaux. Au travers de ce petit film, l'association désire « faire prendre conscience aux parents, sans pour autant les stigmatiser, que les conflits et problèmes peuvent être réglés avec des mots et non par la violence ».

## Lutte contre les VEO et actions publiques

### En France

#### Loi relative à l'interdiction des violences éducatives ordinaires

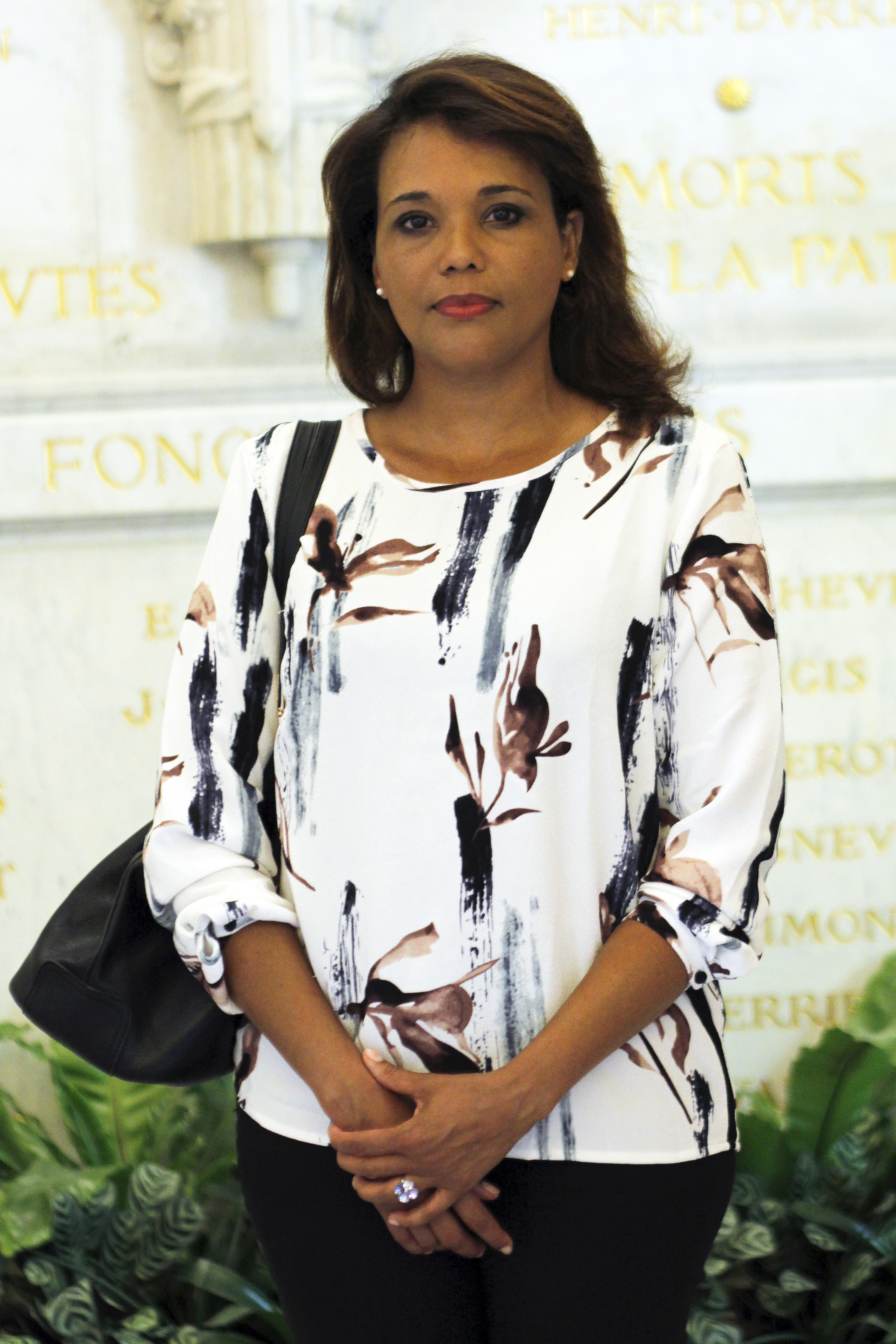
La députée française Maud Petit est l'initiatrice du projet de loi qui interdit les violences physiques et psychologiques dans l’éducation de l’enfant.

Présenté par la députée du groupe MoDem Maud Petit, le parlement français a définitivement adopté une proposition de loi déjà votée par l’Assemblée nationale et qui interdit les violences physiques et psychologiques dans l’éducation de l’enfant.
Cette loi dite no 2019-721 du 10 juillet 2019 relative à l'interdiction des violences éducatives ordinaires dispose dans son article premier que « L'autorité parentale s'exerce sans violences physiques ou psychologiques. », s'ajoutant ainsi à l'article 371-1 du code civil français. Elle se compose de deux autres articles dont le troisième qui indique que le gouvernement remet au Parlement, avant le 1er septembre 2019, « un rapport présentant un état des lieux des violences éducatives en France et évaluant les besoins et moyens nécessaires au renforcement de la politique de sensibilisation, d’accompagnement et de soutien à la parentalité à destination des parents ainsi que de formation des professionnels concernés. ».

#### Violence au sein des institutions publiques
La même année que la publication de la loi relative à l'interdiction des VEO, le Défenseur des droits évoque la carence des institutions publiques et indique que la nouvelle loi doit être inscrite dans le Code de l’éducation et le Code de l’action sociale et des familles. Il préconise également la mise en place au sein de chaque institution publique d’un dispositif de recueil de la parole et de l’opinion des enfants ainsi qu'une obligation de formation pour toutes les personnes intervenant auprès d’enfants dans un contexte difficile. Dans ce rapport il encourage également les pouvoirs publics à  développer des unités médico-pédiatriques sur l’ensemble du territoire et de mettre en place une base de données des établissements et services sociaux et médico-sociaux afin de donner les moyens aux intervenants concernés de rendre plus efficaces les dispositifs existants.

#### Journée de la non-violence éducative en France
La Journée de la non-violence éducative a lieu le 30 avril. Elle est fondée en 2004 à l'origine sous le nom « Ensemble contre la fessée ». Fondée par Catherine Dumonteil-Kremer et portée par le réseau Parentalité Créative, cette journée vise à sensibiliser à la violence éducative ordinaire. Des ateliers et réunions sont organisés dans toute la France pour les parents afin d'aborder le sujet. Cette journée est initiatrice de la production de nombreuses ressources à l'aide à la lutte des violences éducatives ordinaires tel la brochure Sans fessée comment faire ? ou la série de vidéos du même nom financée par le ministère de la Santé ,,. Il a aussi été mis en place un numéro vert "SOS Parentalité, 15 minutes pour relâcher la pression".

### En Belgique
Malgré l'absence de loi spécifique au VEO en Belgique, le délégué général aux Droits de l'enfant de ce pays, Bernard de Vos, lance un avis en date du 19 avril 2019 encourageant le royaume à interdire les violences éducatives ordinaires, le futur cadre légal devant « s’accompagner de campagnes de sensibilisation et d’outils de « capacitation » et d’accompagnement des familles et des professionnels de l’enfance et de la jeunesse. ».

### Au Royaume Uni
En Grande-Bretagne, une loi promulguée en 1860 permettait aux parents d’infliger des châtiments corporels légalement à leur enfant d’où la devise « Spare the rod and spoil the child » ; littéralement traduit par « Épargner le fouet, c’est gâter l’enfant » ainsi 91 % des enfants y étaient battus. En 1998, la Chambre des communes interdit les châtiments corporels dans les écoles du pays. En 2002, un réseau des églises pour la non-violence publie un guide dans la volonté de donner des méthodes alternatives d’éducation positive en rempart à la violence éducative. Les associations comme « Barnados » et « Save the children » militent pour l’interdiction de châtiments corporels infligés aux enfants dans le milieu familial. Toutefois, en 2004, l’interdiction des châtiments physiques dans la sphère familiale est refusée à la Chambre des lords. Le gouvernement britannique permet aux parents d’infliger aux enfants une punition corporelle « raisonnable ».

### Dans les autres pays
Les premiers pays à faire entrer dans la loi le principe de l’éducation non violente sont les pays nordiques dont la Suède qui a légiféré dès 1979, suivie par la Finlande en 1983 et la Norvège en 1987. L'Autriche (1989), le Danemark (1997) la Lettonie (1998), la Croatie (1999), puis l'Allemagne et la Bulgarie en 2000 prennent des décisions similaires. C'est également le cas de nombreux pays hors d'Europe, tels que le Togo, le Kenya, la république du Congo, le Soudan du Sud, l'Uruguay ainsi que le Venezuela, le Brésil, l'Argentine, le Costa-Rica et le Honduras.
La Nouvelle-Zélande est le premier pays anglo-saxon à interdire les châtiments corporels, alors que les États-Unis s'y refusent au niveau fédéral. Parmi les États américains, dix-neuf d'entre eux autorisent encore les punitions physiques dans les écoles en 2019.

### Articles
- Amélie Charruault, « La mesure des violences intrafamiliales sur mineur-e-s. Une comparaison des enquêtes nord-américaines et françaises », Revue des politiques sociales et familiales, no 133,‎ 2019, p. 37-49 (lire en ligne)
- Elise Lambert, « Gronder, punir ou frapper son enfant : ces "violences éducatives ordinaires" que des parents tentent d'abolir », France-Info,‎ 3 janvier 2021 (lire en ligne)